# Saint-Michel (Pireneje Atlantyckie)
Saint-Michel – miejscowość i gmina we Francji, w regionie Nowa Akwitania, w departamencie Pireneje Atlantyckie.
Według danych z 1990 r. gminę zamieszkiwało 276 osób, a gęstość zaludnienia wynosiła 9 osób/km² (wśród 2290 gmin Akwitanii Saint-Michel plasuje się na 903. miejscu pod względem liczby ludności, natomiast pod względem powierzchni na miejscu 273.).